# Óscar de la Renta

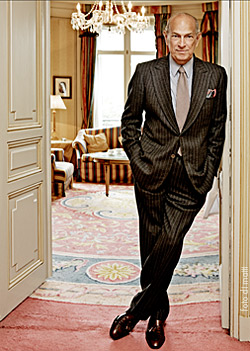
Óscar de la Renta in 2008

Óscar Aristides de la Renta Fiallo (Santo Domingo, 22 juli 1932 – Kent (Connecticut), 20 oktober 2014) was een beroemd Dominicaans modeontwerper.

## Kledinglijn
De la Renta woonde tot zijn achttiende jaar in de Dominicaanse Republiek. In 1950 vertrok hij naar Madrid om daar aan de Academie van San Fernando schilderkunst te studeren. In deze periode kwam hij in contact met mode en begon hij te ontwerpen voor enkele toonaangevende Spaanse modehuizen. Uiteindelijk werd hij aangenomen als stagiair bij Balenciaga waar hij het vak van couturier leerde. Hij vertrok uit Spanje naar Frankrijk, om daar samen met Antonio Castillo te ontwerpen voor het Parijse modehuis Lanvin. In 1963 vertrok hij naar New York om de couturecollectie te ontwerpen voor Elizabeth Arden en in 1965 debuteerde hij met een prêt-à-porter-collectie onder zijn eigen naam.
In 2001 kwam De la Renta met een accessoirecollectie, die onder meer bestond uit tassen, riemen en schoenen. Andere producten van zijn hand zijn onder andere make-updoosjes, zonnebrillen, parfum, bontjassen, sieraden, sjaals en nachtkleding. Tevens lanceerde hij in Latijns-Amerika een sportkledinglijn voor mannen en jongens, en een jeanslabel. In 2004 volgde een sportlijn voor dames, 'O Oscar' genaamd. Hij heeft ook parfums uitgebracht en hield zich daarnaast bezig met interieurdesign.
Van 1993 tot 2002 heeft hij ook gewerkt voor het Frans modehuis Pierre Balmain, wat hem de eerste Amerikaan maakte die ooit voor een Frans couturehuis heeft ontworpen.
Zijn werk werd meerdere malen beloond met awards van de Council of Fashion Designers of America, voor Woman's Wear Designer of the Year in 2000 en 2007, en ook een Lifetime Achievement Award in 1990.
Er bevinden zich De la Renta-boutiques in New York, Bal Harbour, Las Vegas, Los Angeles, Dallas, en Manhassat. Deze zijn allemaal ontworpen door Meyer Davis Studio Inc.
Hij was mede-eigenaar van de luchthaven van Punta Cana.
In 2007 werd kanker bij hem geconstateerd. Hij overleed hieraan in 2014 op 82-jarige leeftijd. Hij werd in New York begraven.